# Argelaguer
Argelaguer ist ein Ort und eine Gemeinde (municipi) mit 452 Einwohnern (Stand: 2024) in der Provinz Girona in der Autonomen Region Katalonien.

## Lage
Argelaguer liegt in einer waldreichen Umgebung auf dem Nordufer des Río Fluvià am Fuße der spanischen Pyrenäen. Der in einer Höhe von etwa 180 Metern ü. d. M. befindliche Ort ist etwa 38 Kilometer (Fahrtstrecke) nordwestlich von Girona bzw. etwa 30 Kilometer westlich von Figueres entfernt. Die denkmalgeschützte mittelalterliche Kleinstadt Besalú befindet sich nur etwa fünf Kilometer südöstlich.

## Bevölkerungsentwicklung
| Jahr      | 1960 | 1970 | 1981 | 1990 | 2000 | 2006 | 2022 |
| Einwohner | 565  | 464  | 360  | 349  | 379  | 418  | 439  |

Im 19. Jahrhundert hatte die Gemeinde zeitweise über 1.000 Einwohner. Die Reblauskrise im Weinbau und die fortschreitende Mechanisierung der Landwirtschaft haben seitdem zu einem deutlichen Rückgang der Einwohnerzahlen geführt.

## Wirtschaft
Früher lebten die Einwohner hauptsächlich als Selbstversorger von der Landwirtschaft, zu der auch der Anbau von Wein und die Haltung von Vieh gehörte. Außerdem diente der von einer Burg (castell) bewachte Ort als handwerkliches und merkantiles Zentrum mehrerer Dörfer und Weiler in der Umgebung.

## Geschichte
Der Ortsname erscheint zum ersten Mal in einer Urkunde des Jahres 982.

## Sehenswürdigkeiten
- Sowohl die Apsis als auch die Westfassade der – größtenteils aus Bruchsteinen errichteten – romanischen Pfarrkirche (Esglesia Santa Maria) sind völlig ungegliedert und schmucklos. Der Kirchenbau wurde im 16. Jahrhundert umgestaltet: Das Portal der Westfassade mit seinen beiden eingestellten Säulen ist aus hellem Kalkstein gefertigt; im Tympanonfeld befindet sich ein Muschelornament, das von profilierten Bögen überfangen wird. Auch das Obergeschoss des auf der Südseite befindlichen – beinahe freistehenden – Glockenturms (campanar) und die auf der Nordseite angebaute Sakristei scheinen spätere Hinzufügungen zu sein.
- Die einschiffige Kapelle Santa Anna stammt trotz des verwendeten Bruchsteinmaterials aus dem 15. Jahrhundert.
- In dieselbe Zeit gehört der heute in Privatbesitz befindliche Wohnturm des Castell d’Argelaguer.
- Außerhalb des Ortes hat sich der 1937 geborene Josep Pujiula einen Phantasiegarten (laberint) aus Stein, Holzgerüsten und Pflanzen erbaut.